# Generátorrendszer (lineáris algebra)
A lineáris algebrában egy vektortér generátorrendszere egy olyan részhalmaz, aminek elemeinek lineáris kombinációjaként bármely vektor kifejezhető. Duális fogalma a lineárisan független rendszer. A vektortér bázisa egy minimális generátorrendszer (és egyben maximális lineárisan független rendszer).
Egy vektortér végesen generált, ha van véges generátorrendszere.

## Definíció
Az a1,…,an ∈ V vektorokat a V vektortér generátorrendszerének nevezzük, ha V minden eleme előáll az ai vektorok lineáris kombinációjaként.

## Példák
- minden bázis egyben egy generátorrendszer is,
- maga a V vektortér is generátorrendszer,

### Koordinátatér

Az euklidészi sík standard bázisvektorai

Két különböző generátorrendszer: a vektor kifejezhető úgy, mint és úgy is, mint

Egy valós {\displaystyle V=\mathbb {R} ^{n}} vektortér egy generátorrendszere a standard bázisvektorokból áll:
{\displaystyle e_{1}=(1,0,0,\dotsc ,0),e_{2}=(0,1,0,\dotsc ,0),\dotsc ,e_{n}=(0,0,0,\dotsc ,1)}.
Valójában, minden {\displaystyle v=(v_{1},\dotsc ,v_{n})\in \mathbb {R} ^{n}} vektor előáll, mint:
{\displaystyle v=v_{1}e_{1}+v_{2}e_{2}+\dotsb +v_{n}e_{n}},
ahol {\displaystyle v_{1},\dotsc ,v_{n}\in \mathbb {R} } ezeknek a vektoroknak a lineáris kombinációját jelenti.
További generátorrendszerek előállíthatók felesleges vektorok hozzávételével. Vannak azonban olyan generátorrendszerek, amelyek nem tartalmazzák az {\displaystyle e_{1},\dotsc ,e_{n}} vektorokat. Például
{\displaystyle f_{1}=(-1,1,0,\dotsc ,0),f_{2}=(0,-1,1,\dotsc ,0),\dotsc ,f_{n}=(0,0,0,\dotsc ,-1)}
szintén {\displaystyle \mathbb {R} ^{n}} generátorrendszere, amivel minden {\displaystyle v=(v_{1},\dotsc ,v_{n})\in \mathbb {R} ^{n}} kifejezhető, mint:
{\displaystyle v=(-v_{1})f_{1}+(-v_{1}-v_{2})f_{2}+\dotsb +(-v_{1}-v_{2}-\dotsb -v_{n})f_{n}}

### Polinomterek
Az {\displaystyle \mathbb {R} [x]} egy nem végesen generált vektortér, ami az {\displaystyle x} szerint egyváltozós valós polinomok halmaza. Egy generátorrendszere a monomokból áll:
{\displaystyle E=\{1,x,x^{2},\dotsc ,x^{k},\dotsc \}}.
Ez egy generátorrendszer, mivel minden {\displaystyle n}-edfokú polinom előáll, mint:
{\displaystyle f(x)=a_{0}+a_{1}x+a_{2}x^{2}+\dotsb +a_{n}x^{n}},
azaz monomok véges lineáris kombinációja. Itt is vannak más generátorrendszerek, például a Legendre-polinomok, vagy a Csebisev-polinomok. De bebizonyítható, hogy véges generátorrendszer nem létezhet.

### Sorozatterek
Szintén nem végesen generált az {\displaystyle \omega } sorozattér, melyet a valós {\displaystyle (a_{0},a_{1},a_{2},\dotsc )} valós sorozatok alkotnak, azaz {\displaystyle a_{i}\in \mathbb {R} }, ahol {\displaystyle i\in \mathbb {N} }. A nyilvánvaló választás:
{\displaystyle e_{0}=(1,0,0,\dotsc ),e_{1}=(0,1,0,\dotsc ),e_{2}=(0,0,1,\dotsc ),\dotsc }
nem generátorrendszer, hiszen nem áll elő minden sorozat véges lineáris kombinációként; csak azok, ahol véges sok tag különbözik nullától. Az {\displaystyle \omega } térnek nincs megszámlálható generátorrendszere; minden generátorrendszere nem megszámlálható végtelen elemet tartalmaz.

### Nullvektortér
A {\displaystyle \{0\}} nullvektortér, ami a {\displaystyle 0} vektorból áll, két generátorremndszerrel is generálható:
{\displaystyle E=\emptyset }   és   {\displaystyle E=\{0\}}.
Az üres halmaz azért generátorrendszer, mivel a vektorok üres összege a nullvektor.

## Tulajdonságok
Ha a generátorrendszert további V-beli vektorokkal bővítjük, akkor ismét generátorrendszert kapunk (azaz egy vektortér generátorrendszerei felszálló halmazrendszert alkotnak).
Egy {\displaystyle E\subseteq V} generátorrendszer minimális, ha nincs {\displaystyle e\in E}, hogy {\displaystyle E\setminus \{e\}} szintén generátorrendszere {\displaystyle V}-nek. A minimális generátorrendszereket bázisnak nevezzük.
- Minden véges generátorrendszer tartalmaz bázist.

Ez úgy igazolható, hogy addig hagyunk el elemeket, ameddig lehet.

Az állítás igaz végtelen generátorrendszerekre is, de ekkor a bizonyításhoz a Zorn-lemmát vagy a kiválasztási axióma valamelyik más ekvivalensét kell felhasználni.
Egy {\displaystyle E} bázis lineárisan független vektorokból áll. Ha ugyanis egy {\displaystyle e\in E} lineárisan függne a többi elemtől, akkor behelyettesítéssel minden {\displaystyle v\in V} vektor előállna {\displaystyle E\setminus \{e\}} lineáris kombinációjaként; tehát {\displaystyle E} nem lenne minimális, így bázis sem.

## Generált alterek
Tetszőleges {\displaystyle E\subseteq V} esetén tekinthetjük az {\displaystyle E} által generált {\displaystyle W\subseteq V} alteret. Ennek konstrukciójára két lehetőség adódik:
Az egyik lehetőség az, hogy vesszük az {\displaystyle E}-t tartalmazó alterek metszetét. Ez szintén altér lesz {\displaystyle V}-ben, hiszen alterek metszete. Ez az altér halmazelméletileg a legkisebb, ami {\displaystyle E}-t tartalmazza.
A második módszer szerint tekintjük az {\displaystyle E}-ből képezett összes lineáris kombinációját. Ez a halmaz az {\displaystyle E} lineáris burka, amit {\displaystyle \langle E\rangle } jelöl. Így a {\displaystyle W} altér éppen az {\displaystyle E} által generált altér. Tehát {\displaystyle E} generátorrendszere {\displaystyle W}-nek.

## Fordítás
Ez a szócikk részben vagy egészben  az   Erzeugendensystem című német Wikipédia-szócikk fordításán alapul.  Az eredeti cikk szerkesztőit annak laptörténete sorolja fel. Ez a jelzés csupán a megfogalmazás eredetét és a szerzői jogokat jelzi, nem szolgál a cikkben szereplő információk forrásmegjelöléseként.